# Cnemathraupis eximia
La tangara dorsiverde (Cnemathraupis eximia), también denominada azulejo pechinegro (en Colombia), tángara de pecho negro (en Colombia), tangara-montana pechinegra (en Ecuador), cachaquito rabadilla azul (en Venezuela) o tangara-de-montaña de pecho negro (en Perú), es una especie de ave paseriforme de la familia Thraupidae, una de las dos pertenecientes al género Cnemathraupis, antes situada en Buthraupis. Es nativa de la región andina del noroeste de América del Sur.

## Distribución y  hábitat
Se distribuye a lo largo de los Andes, de forma disjunta, desde el extremo suroeste de Venezuela (suroeste de Táchira), por las tres cadenas de Colombia, pendiente oriental del este de Ecuador, hasta el extremo norte de Perú.
Esta especie es considerada poco común y local en su hábitat natural: los bosques de alta montaña, generalmente cerca de la línea de árboles, en altitudes entre 2800 y 3200 m.

## Sistemática

### Descripción original

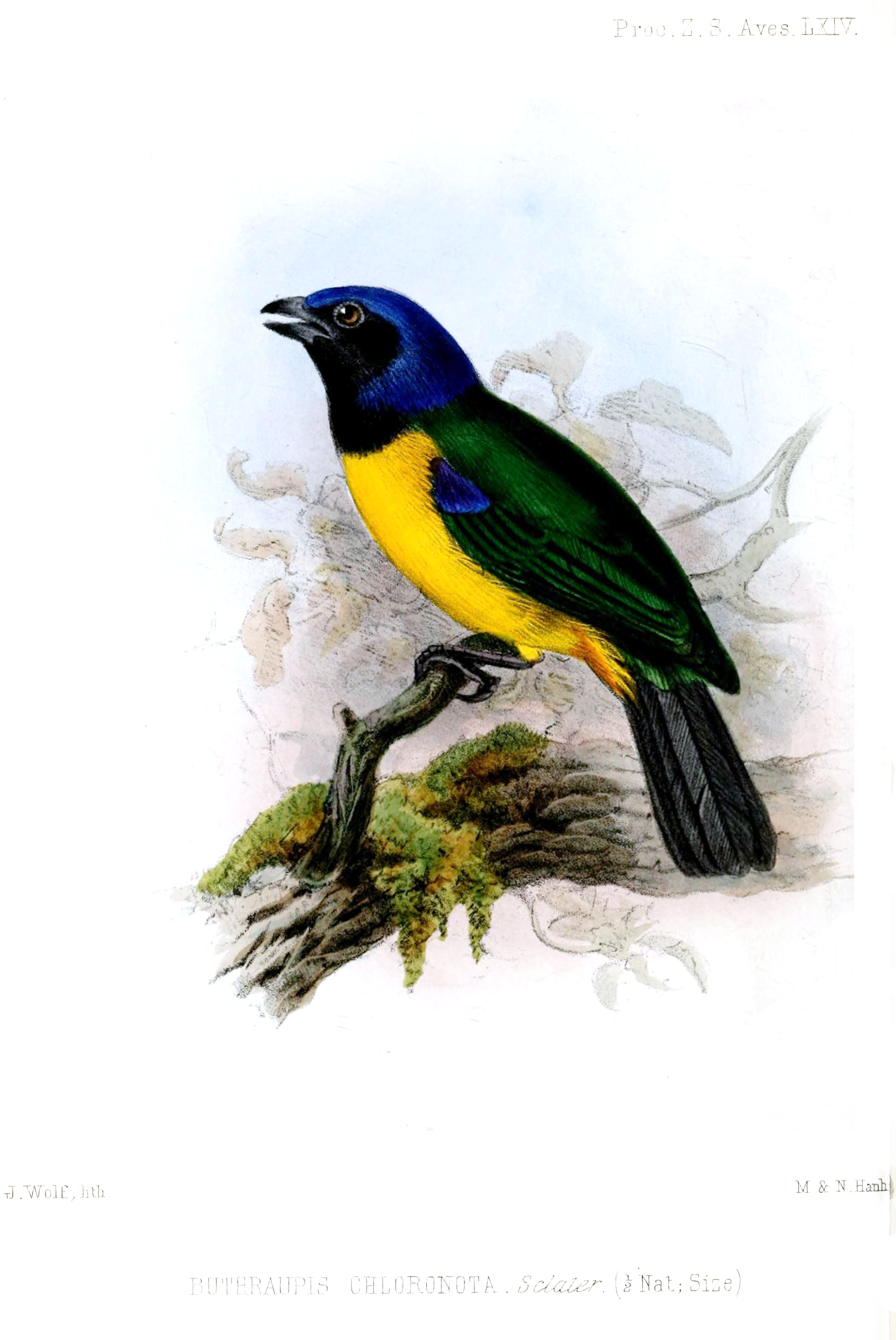
Buthraupis chloronota = Buthraupis eximia chloronota, ilustración de Wolf, en Proceedings of the Zoological Society of London, 1854.

La especie C. eximia fue descrita por primera vez por el ornitólogo francés Auguste Boissonneau en 1840 bajo el nombre científico Tanagra eximia; su localidad tipo es: «Santa Fe de Bogotá, Colombia».

### Etimología
El nombre genérico femenino «Cnemathraupis» se compone de las palabras griegas «knēmē»: pierna, canillera, y «θραυπίς thraupis»: pequeño pájaro desconocido mencionado por Aristóteles, tal vez algún tipo de pinzón (en ornitología thraupis significa tangara); y el nombre de la especie «eximia» proviene del latín  «eximius»: selecto, distinguido.

### Taxonomía
La presente especie, junto a Cnemathraupis aureodorsalis, estaba colocada en el género Buthraupis, pero los estudios genético moleculares de Sedano & Burns (2010), encontraron que las especies eran hermanas entre sí, pero hermanadas a Chlorornis riefferii y no a la especie tipo del género Buthraupis montana; se propuso su transferencia a un género resucitado Cnemathraupis, lo que fue aprobado en la parte H de la Propuesta N° 437 al Comité de Clasificación de Sudamérica (SACC).

### Subespecies
Según las clasificaciones del Congreso Ornitológico Internacional (IOC) y Clements Checklist/eBird v.2019 se reconocen cuatro subespecies, con su correspondiente distribución geográfica:
- Cnemathraupis eximia eximia (Boissonneau, 1840) – Andes orientales de Colombia y suroeste de Venezuela.
- Cnemathraupis eximia zimmeri (R.T. Moore, 1934) – Andes occidentales y centrales de Colombia.
- Cnemathraupis eximia chloronota (P.L. Sclater, 1855) – pendiente oriental de los Andes del sureste de Colombia (Nariño) y noroeste de Ecuador.
- Cnemathraupis eximia cyanocalyptra (R.T. Moore, 1934) – pendiente oriental de los Andes del sureste de Ecuador al norte de Perú.